# Ariolimax columbianus
La babosa banana del Pacífico (Ariolimax columbianus) es una especie de babosa terrestre de la familia Ariolimacidae, orden Stylommatophora.

## Distribución
Se encuentra en Alaska, Estados Unidos y Columbia Británica, Canadá en el norte hasta Idaho, Washington y Oregón al Sur de California, con la concentración más alta en California. Se encuentran en áreas húmedas y mojadas del suelo del bosque.
|                                                 |
| Manto, tenga en cuenta la prominente neumostoma |

|                                                         |
| Cola, nota de longitud completa franja del pie y quilla |

## Alimentación
Son herbívoros, se alimentan de hojas, restos de plantas y excrementos de animales.